# Грејт Бенд (Северна Дакота)
Грејт Бенд (енгл. Great Bend) град је у америчкој савезној држави Северна Дакота.

## Демографија
По попису из 2010. године број становника је 60, што је 58 (-49,2%) становника мање него 2000. године.
| Група             | 2000.        | 2010.       |
| Белци             | 118 (100,0%) | 60 (100,0%) |
| Афроамериканци    | 0 (0,0%)     | 0 (0,0%)    |
| Азијати           | 0 (0,0%)     | 0 (0,0%)    |
| Хиспаноамериканци | 0 (0,0%)     | 0 (0,0%)    |
| Укупно            | 118          | 60          |